# Campeonato da Oceania de Atletismo de 2010
O Campeonato da Oceania de Atletismo de 2010 foi a 10ª edição da competição organizada pela Associação de Atletismo da Oceania entre os dias 23 a 25 de setembro de 2010. O evento foi realizado em conjunto com o campeonato júnior de 2010. Teve como sede o estádio Barlow Park, na cidade de Cairns, nas Austrália, sendo disputadas 39 provas (20 masculino, 18 feminino 1 misto na categoria sênior). Teve como destaque a Austrália com 31 medalhas no total, 12 de ouro. 

## Medalhistas
Esses foram os resultados da competição. 

### Masculino
| Evento                      | Ouro                                                                                       | Ouro     | Prata                                                                   | Prata    | Bronze                                                                             | Bronze   |
| --------------------------- | ------------------------------------------------------------------------------------------ | -------- | ----------------------------------------------------------------------- | -------- | ---------------------------------------------------------------------------------- | -------- |
| 100 metros †                | Liam Gander · Austrália                                                                    | 10.60    | Nelson Stone · Papua-Nova Guiné                                         | 10.61    | Isaac Tatoa · Nova Zelândia                                                        | 10.96    |
| 200 metros                  | Nelson Stone · Papua-Nova Guiné                                                            | 21.09 ,  | Liam Gander · Austrália                                                 | 21.43    | Epeli Kavarua · Fiji                                                               | 21.83    |
| 400 metros                  | Sean Wroe · Austrália                                                                      | 46.62    | Nelson Stone · Papua-Nova Guiné                                         | 47.06    | Wala Gime · Papua-Nova Guiné                                                       | 48.39    |
| 800 metros                  | Jeremy Roff · Austrália                                                                    | 1:51.60  | Tim Hawkes · Nova Zelândia                                              | 1:53.24  | Arnold Sorina · Vanuatu                                                            | 1:53.37  |
| 1 500 metros                | Jeremy Roff · Austrália                                                                    | 3:41.91  | Aniel Smith · Nova Zelândia                                             | 3:57.20  | Michael Roger · Austrália                                                          | 3:58.73  |
| 5 000 metros                | Jeffrey Hunt · Austrália                                                                   | 14:41.97 | Kupsy Bisamo · Papua-Nova Guiné                                         | 16:02.71 | Francky Maraetaata · Polinésia Francesa                                            | 16:07.63 |
| 10 000 metros               | Francky Maraetaata · Polinésia Francesa                                                    | 33:16.22 | Kupsy Bisamo · Papua-Nova Guiné                                         | 33:21.16 | Philipe Nausien · Vanuatu                                                          | 34:35.47 |
| 110 metros barreiras        | Greg Eyears · Austrália                                                                    | 14.20    | Daniel Small · Austrália                                                | 15.71    | Xavier Fenuafanote · Nova Caledônia                                                | 15.97    |
| 400 metros barreiras        | Daniel O'Shea · Nova Zelândia                                                              | 51.68    | Mowen Boino · Papua-Nova Guiné                                          | 51.84    | Wala Gime · Papua-Nova Guiné                                                       | 52.36    |
| 3.000 metros com obstáculos | Sapolai Yao · Papua-Nova Guiné                                                             | 10:00.07 | Skene Kiage · Papua-Nova Guiné                                          | 10:16.95 |                                                                                    |          |
| 4×100 metros estafetas      | Fiji · Beniamino Maravu · Ratu Laisiasa Tuisawau · Epeli Kavarua · Ratu Banuve Tabakaucoro | 42.02    | Nova Zelândia · Nick Ash · Michael Wilson · Daniel O'Shea · Isaac Tatoa | 42.20    | Austrália · Jay Stone · Greg Eyears · Cameron Clayton · James Roff · Daniel Small* | 43.05    |
| Salto em altura             | Josh Hall · Austrália                                                                      | 2.20     | David Birati · Kiribati                                                 | 1.93     | Norman Tse · Papua-Nova Guiné                                                      | 1.93     |
| Salto em comprimento        | Frédéric Erin · Nova Caledônia                                                             | 7.70     | Raihau Maiau · Polinésia Francesa                                       | 7.64     | Norman Tse · Papua-Nova Guiné                                                      | 6.97     |
| Salto triplo                | Frédéric Erin · Nova Caledônia                                                             | 15.45    | Mong Tavol · Papua-Nova Guiné                                           | 14.35    | Todd Swanson · Nova Zelândia                                                       | 14.06    |
| Arremesso de peso           | Scott Martin · Austrália                                                                   | 19.55    | Dale Stevenson · Austrália                                              | 19.41    | Emanuele Fuamatu · Samoa                                                           | 16.54    |
| Lançamento de disco         | Marshall Hall · Nova Zelândia                                                              | 51.53    | Kerisiano Tongalea · Nova Zelândia                                      | 49.48    | Daniel Kilama · Nova Caledônia                                                     | 46.02    |
| Lançamento do martelo       | Timothy Driesen · Austrália                                                                | 66.59    | Simon Wardhaugh · Austrália                                             | 66.11    | Thomas McGuire · Austrália                                                         | 48.45    |
| Lançamento do dardo         | Leslie Copeland · Fiji                                                                     | 75.08    | Ben Langton-Burnell · Nova Zelândia                                     | 60.38    |                                                                                    |          |
| Octatlo                     | Inoke Finau · Tonga                                                                        | 4767     | Aaron Victorian III · Samoa Americana                                   | 4681‡    | Leon Mengloi · Palau                                                               | 4678     |
| Decatlo                     | Scott McLaren · Austrália                                                                  | 7308     | Aaron Victorian III · Samoa Americana                                   | 5793     |                                                                                    |          |

†: No evento dos 100 m, Suryo Agung Wibowo, da Indonésia, competiu como convidado, sendo o primeiro em 10,52 s

‡: resultado extraído do decatlo.

* Corredores que participaram apenas das eliminatórias.

### Feminino
| Evento                      | Ouro                                                                     | Ouro     | Prata                                                                   | Prata    | Bronze                                                                           | Bronze  |
| --------------------------- | ------------------------------------------------------------------------ | -------- | ----------------------------------------------------------------------- | -------- | -------------------------------------------------------------------------------- | ------- |
| 100 metros                  | Toea Wisil · Papua-Nova Guiné                                            | 11.85    | Rochelle Coster · Nova Zelândia                                         | 11.93    | Sarah Busby · Austrália                                                          | 12.03   |
| 200 metros                  | Toea Wisil · Papua-Nova Guiné                                            | 23.63 w  | Kendra Hubbard · Austrália                                              | 24.51 w  | Helen Philemon · Papua-Nova Guiné                                                | 25.12 w |
| 400 metros                  | Pirrenee Steinert · Austrália                                            | 53.63    | Betty Burua · Papua-Nova Guiné                                          | 54.33    | Salome Dell · Papua-Nova Guiné                                                   | 54.49   |
| 800 metros                  | Salome Dell · Papua-Nova Guiné                                           | 2:07.55  | Alice Platten · Austrália                                               | 2:08.43  | Betty Burua · Papua-Nova Guiné                                                   | 2:15.09 |
| 1 500 metros                | Salome Dell · Papua-Nova Guiné                                           | 4:38.58  |                                                                         |          |                                                                                  |         |
| 10 km marcha atlética       | Nicole Fagan · Austrália                                                 | 52:31    | Roseanne Robinson · Nova Zelândia                                       | 53:43    |                                                                                  |         |
| 100 metros barreiras †      | Andrea Miller · Nova Zelândia                                            | 13.55    | Rochelle Coster · Nova Zelândia                                         | 14.67    |                                                                                  |         |
| 400 metros barreiras        | Lisa Spencer · Austrália                                                 | 60.58    | Cara White · Austrália                                                  | 66.25    | Lauren McAdam · Austrália                                                        | 66.85   |
| 3.000 metros com obstáculos | Sarah McSweeney · Nova Zelândia                                          | 11:14.44 |                                                                         |          |                                                                                  |         |
| 4×100 metros estafetas      | Papua-Nova Guiné · Mae Koime · Toea Wisil · Betty Burua · Helen Philemon | 46.86    | Austrália · Kendra Hubbard · Alice Platten · Lisa Spencer · Sarah Busby | 47.33    | Nova Zelândia · Lauren Wilson · Rebecca Gibson · Rochelle Coster · Andrea Miller | 48.33   |
| Salto em altura             | Elizabeth Lamb · Nova Zelândia                                           | 1.80     | Ellen Pettitt · Austrália                                               | 1.74     | Tara Strano · Austrália                                                          | 1.71    |
| Salto em comprimento        | Marissa Pritchard · Nova Zelândia                                        | 5.81 w   | Terani Faremiro · Polinésia Francesa                                    | 5.62     | Helen Philemon · Papua-Nova Guiné                                                | 5.60 w  |
| Salto triplo                | Katie Cox · Austrália                                                    | 12.33 w  | Nneka Okpala · Nova Zelândia                                            | 12.21 'w | Terani Faremiro · Polinésia Francesa                                             | 11.14 w |
| Arremesso de peso           | Margaret Satupai · Samoa                                                 | 15.95    | Joanne Mirtschin · Austrália                                            | 15.42    | Nina Grundler · Nauru                                                            | 9.59    |
| Lançamento de disco         | Beatrice Faumuina · Nova Zelândia                                        | 58.32    | Margaret Satupai · Samoa                                                | 51.42    | Merewarihi Vaka · Nova Zelândia                                                  | 47.23   |
| Lançamento do martelo       | Bronwyn Eagles · Austrália                                               | 62.99    | Gabrielle Neighbour · Austrália                                         | 62.10    | Karyne Di Marco · Austrália                                                      | 61.89   |
| Lançamento do dardo         | KKaren Clarke · Austrália                                                | 48.82    |                                                                         |          |                                                                                  |         |
| Heptatlo ‡                  |                                                                          |          |                                                                         |          |                                                                                  |         |

†: No evento dos 100 m com obstáculos, Dedeh Erawati, da Indonésia,competiu como convidado sendo o 2º em 13,84s 

‡:  No heptatlo a única concorrente, Rebecca Wardell, da Nova Zelândia, não terminou.

### Misto
| Evento                   | Ouro                                                                                   | Ouro    | Prata                                                                          | Prata   | Bronze                                                         | Bronze  |
| ------------------------ | -------------------------------------------------------------------------------------- | ------- | ------------------------------------------------------------------------------ | ------- | -------------------------------------------------------------- | ------- |
| Revezamento medley 800 m | Fiji · Sera Tuinalase · Ratu Banuve Tabakaucoro · Suliana Gusuivalu · Beniamino Maravu | 1:35.31 | Nova Zelândia · Rochelle Coster · Michael Wilson · Rebecca Gibson · Tim Hawkes | 1:36.73 | Austrália · Sarah Busby · Greg Eyears · Cara White · Jay Stone | 1:37.35 |

Durante o campeonato, os atletas deficientes também competiam em eventos como convidados.

## Quadro de medalhas
Na tabela de medalhas foram contados apenas eventos com 3 ou mais participantes:
| Ordem | País               | Medalha de ouro | Medalha de prata | Medalha de bronze | Total |
| ----- | ------------------ | --------------- | ---------------- | ----------------- | ----- |
| 1     | Austrália          | 12              | 12               | 7                 | 31    |
| 2     | Papua-Nova Guiné   | 6               | 6                | 9                 | 21    |
| 3     | Nova Zelândia      | 6               | 6                | 4                 | 16    |
| 4     | Nova Caledônia     | 2               | 0                | 2                 | 4     |
| 5     | Polinésia Francesa | 1               | 2                | 2                 | 5     |
| 6     | Samoa              | 1               | 1                | 1                 | 3     |
| 7     | Indonésia          | 1               | 1                | 0                 | 2     |
| 8     | Fiji               | 1               | 0                | 1                 | 2     |
| 9     | Kiribati           | 0               | 1                | 0                 | 1     |
| 10    | Vanuatu            | 0               | 0                | 2                 | 2     |
| 11    | Nauru              | 0               | 0                | 1                 | 1     |
| Total | Total              | 30              | 29               | 29                | 88    |

Legenda
| Recorde mundial       | Recorde mundial (World record)               |                       | Recorde africano                      | Recorde africano (African) |                                           | Q | Classificado por posição (Qualified) |
| Recorde do campeonato | Recorde do campeonato (Championship record)  | Recorde da América    | Recorde da América (Americas)         | q                          | Classificado por melhor tempo (Qualified) |   |                                      |
| Melhor marca do ano   | Melhor marca do ano (World leading)          | Recorde asiático      | Recorde asiático (Asian)              | DNS                        | Não largou (Did not start)                |   |                                      |
| Recorde nacional      | Recorde nacional (National record)           | Recorde europeu       | Recorde europeu (European)            | DNF                        | Não terminou (Did not finish)             |   |                                      |
| Recorde pessoal       | Recorde pessoal do atleta (Personal best)    | Recorde da Oceania    | Recorde da Oceania (Oceania)          | DSQ / DQ                   | Desclassificado (Disqualified)            |   |                                      |
| Recorde da temporada  | Recorde da temporada do atleta (Season best) | Recorde sul-americano | Recorde sul-americano (South America) | NM                         | Sem marca (No mark)                       |   |                                      |